# Gerhard-Löwenthal-Preis
Als Gerhard-Löwenthal-Preis werden zwei Preise bezeichnet, die an das politische und publizistische Vermächtnis Gerhard Löwenthals erinnern sollen. Dies ist zum einen der Journalistenpreis Gerhard-Löwenthal-Preis für Journalisten, der „kontinuierliche, besonders qualitätsvolle und bahnbrechende Beiträge“ auf dem Gebiet des „freiheitlich-konservativen Journalismus“ auszeichnen soll, und zum anderen ein undotierter Gerhard-Löwenthal-Ehrenpreis, mit dem jeweils das Lebenswerk eines Publizisten gewürdigt wird. Er wird von der neurechten Förderstiftung Konservative Bildung und Forschung (FKBF) in Kooperation mit der Wochenzeitung Junge Freiheit und Ingeborg Löwenthal gestiftet.
Die beiden Preise wurden von 2004 bis 2009 jährlich, seitdem zweijährlich vergeben. Die Preisverleihung findet Ende November oder Anfang Dezember in der Berliner Zitadelle Spandau statt. Der Journalistenpreis ist mit 10.000 Euro (bis 2015: 5000 Euro) dotiert.

## Geschichte
Der Gerhard-Löwenthal-Preis wurde im Jahr 2004 von der Wochenzeitung Junge Freiheit und Ingeborg Löwenthal, der Witwe Gerhard Löwenthals, ins Leben gerufen.
Seit 2007 wird der Preis von der Förderstiftung Konservative Bildung und Forschung (FKBF) in Zusammenarbeit mit der Jungen Freiheit vergeben. Die FKBF wurde von Caspar von Schrenck-Notzing gegründet, ihr Vorsitzender ist seit 2007 Dieter Stein, der Gründer und Chefredakteur der Jungen Freiheit.

## Preisträger

### Gerhard-Löwenthal-Preis für Journalisten
Den dotierten Gerhard-Löwenthal-Preis für Journalisten erhielten bisher:
- 2004 Thorsten Hinz, Junge-Freiheit-Kolumnist und Autor der Preußischen Allgemeinen und der Sezession
- 2005 Stefan Scheil, Historiker und Journalist
- 2006 Thomas Paulwitz, Mitgründer und Chefredakteur der Deutschen Sprachwelt[8]
- 2007 Andreas Krause Landt, Journalist und Verleger
- 2008 Ellen Kositza, langjährige Autorin der Jungen Freiheit, Sachbuchautorin und Redakteurin der Sezession
- 2009 André F. Lichtschlag, Gründer und Herausgeber des Magazins eigentümlich frei
- 2011 Michael Paulwitz, Autor der Wochenzeitung Junge Freiheit und der Zeitschrift Sezession
- 2013 Birgit Kelle, Journalistin, Autorin der Jungen Freiheit, der Welt, des Focus
- 2015 Martin Voigt, Journalist, Autor der Jungen Freiheit
- 2017 Sabatina James, Journalistin, Autorin der Jungen Freiheit
- 2019 Alexander Wendt, Journalist und Buchautor
- 2021 keine Preisverleihung

Bis auf Wendt sind oder waren alle Preisträger Autoren der Jungen Freiheit selbst, manche regelmäßig.

### Gerhard-Löwenthal-Ehrenpreis
Den undotierten „Gerhard-Löwenthal-Ehrenpreis für besondere publizistische Verdienste“ erhielten bisher:
- 2004 Herbert Fleissner
- 2005 Caspar von Schrenck-Notzing
- 2006 Elisabeth Noelle-Neumann
- 2007 Wolf Jobst Siedler
- 2008 Peter Scholl-Latour
- 2009 Helmut Matthies
- 2011 Ernst Nolte
- 2013 Karl Feldmeyer
- 2015 Heimo Schwilk
- 2017 Bruno Bandulet
- 2019 Vera Lengsfeld
- 2021 keine Preisverleihung